# Sommerach
Sommerach – miejscowość i gmina w Niemczech, w kraju związkowym Bawaria, w rejencji Dolna Frankonia, w regionie Würzburg, w powiecie Kitzingen, wchodzi w skład wspólnoty administracyjnej Volkach. Leży około 10 km na północ od Kitzingen, nad Menem.

## Zabytki
- mury obronne z wieżami i bramami z XV i XVI wieku
- Muzeum Theophila Steinbrennera w wieży
- galeria Moniki Lang